# Philharmonisches Orchester von Luxemburg
Das Philharmonische Orchester von Luxemburg (französisch: Orchestre philharmonique du Luxembourg, OPL) ist das Nationalorchester des Großherzogtums Luxemburg. Es hat seinen Sitz auf dem Kirchberg-Plateau in der 2005 eröffneten, neu gebauten Philharmonie Luxembourg der Hauptstadt Luxemburg. Frühere Aufführungsorte waren das Grand Théâtre de la Ville de Luxembourg und das Conservatoire de la Ville de Luxembourg.

## Geschichte
Das Orchester entstand im Jahre 1933 als das Hausorchester der Radiostation RTL Radio mit der Bezeichnung Grand orchestre symphonique de RTL. Der Luxemburger Henri Pensis war Gründer und erster musikalischer Leiter des Orchesters. Das Orchester begann seine Aufnahmetätigkeit am 15. Juli 1933 in der Villa Louvigny, das erste öffentliche Konzert fand am 28. November 1933 im Casino-Saal statt. 1939 ging Pensis ins Exil in die USA, das Orchester wurde aufgelöst. Dem Neubeginn als kleines Unterhaltungsorchester 1945 folgte 1946 die Wiederaufnahme auch von ernster Musik, nachdem Pensis aus den USA zurückgekehrt war.
Der Sender RTL entschied sich 1996 dazu, den Vertrag mit dem Orchester nicht mehr fortzuführen. Die Regierung Luxemburgs richtete die Henri-Pensis-Stiftung ein, damit das Orchester weiter bestehen konnte. Seit 1996 trägt das Orchester den neuen Namen.
Das Orchester wird vom Kulturministerium des Großherzogtums Luxemburg sowie von der Stadt Luxemburg finanziell unterstützt. Daneben arbeitet das OPL mit Partnern und Sponsoren zusammen. 
Am 16. Februar 2016 gewann Angélique Kidjo für ihre Aufnahme mit dem Philharmonischen Orchester, die im Jahr 2013 in der Philharmonie in Luxemburg stattfand, einen Grammy in der Kategorie „Bestes Weltmusikalbum“.

## Orchester
Das Orchester besteht derzeit (Stand: März 2021) aus 98 festangestellten Musikern. Diese stammen aus ungefähr 20 Ländern. Etwa zwei Drittel der Musiker kommen aus Luxemburg und den Nachbarländern Frankreich, Deutschland und Belgien. 

## Repertoire
Der Schwerpunkt des Repertoires des Orchesters liegt auf der Konzertliteratur der Klassik und Romantik. Das Orchester führt insbesondere jedoch intensiv auch Werke des 20. Jahrhunderts und des 21. Jahrhunderts auf. Mit dem OPL entstand eine Gesamteinspielung der Orchesterwerke von Iannis Xenakis. Das Orchester führte unter anderem Werke von Bernd Alois Zimmermann, Arthur Honegger, Ivo Malec, Hugues Dufourt, Toshio Hosokawa, Klaus Huber, Helmut Lachenmann, Georges Lentz, Philippe Gaubert und Gabriel Pierné auf. 
Das Orchester wirkt regelmäßig bei Opernproduktionen am Grand Théâtre de Luxembourg mit. Weitere Aktivitäten sind Filmkonzerte wie „Live Cinema“ in Zusammenarbeit mit der Cinemathèque de la Ville de Luxembourg und seit 2006 die „Pops at the Phil“-Konzerte, bei denen das Orchester Künstler wie Patti Austin, Dionne Warwick, Maurane, Angélique Kidjo, Gregory Porter, Lionel Loueke und Myles Sanko begleitete. 
Mit dem Orchester liegen ungefähr zwanzig CD-Veröffentlichungen vor. Die Konzerte des OPL werden regelmäßig von dem Luxemburgischen Rundfunksender Radio 100,7 übertragen und über das Netzwerk der Europäischen Rundfunkunion (EBU) international ausgestrahlt.

## Musikalische Leiter
- Henri Pensis (1933–1939; 1946–1958)
- Carl Melles (1958)
- Louis de Froment (1958–1980)
- Leopold Hager (1981–1996)
- David Shallon (1997–2000)
- Bramwell Tovey (2002–2006)
- Emmanuel Krivine (2006–2015)
- Gustavo Gimeno (seit 2015)